# Kristine Vitola
Kristine Vitola (ur. 2 czerwca 1991 w Rydze) – łotewska koszykarka występująca na pozycji środkowej, obecnie zawodniczka Basketu 90 Gdynia.
23 maja 2017 została zawodniczką Basketu 90 Gdynia.

## Osiągnięcia
Stan na 25 maja 2017, na podstawie, o ile nie zaznaczono inaczej.
NCAA
- Uczestniczka turnieju NCAA (2012)
- Mistrzyni:
  - turnieju konferencji USA (2012)
  - sezonu zasadniczego konferencji USA (2012)
- Zaliczona do C-USA Academic Honor Roll (2011, 2012, 2013)

Drużynowe
- Mistrzyni Hiszpanii (2016)
- 4. miejsce w Eurocup (2017)
- Zdobywczyni Superpucharu Hiszpanii (2016)
- Finalistka pucharu Hiszpanii (2016)
- Uczestniczka rozgrywek Euroligi (2015/16)

Indywidualne
- Zaliczona do (przez eurobasket.com):
  - II składu ligi łotewskiej (2008)[5]
  - składu honorable mention ligi hiszpańskiej (2015)[6]
- Liderka ligi łotewskiej w blokach (2007, 2008)[7][5][8]

Reprezentacja
- Brązowa medalistka mistrzostw Europy U–20 (2010)
- Uczestniczka mistrzostw Europy:
  - 2015 – 13. miejsce
  - U–20 (2008 – 6. miejsce, 2010, 2011 – 12. miejsce)
  - U–18 (2009 – 7. miejsce)
  - U–16 (2007 – 7. miejsce)